# Carranzana
La Carranzana ou Karrantzana est une race ovine basque espagnole.

## Origine
Elle est élevée exclusivement au Pays basque, dans la province de Biscaye. La race se subdivise en deux sous-races, la "tête noire " et "tête rousse". La rousse est beaucoup plus fréquente (10 000 têtes) que la noire. (moins de 250 têtes) Elles sont élevées en race pure.

## Morphologie
Elle porte une toison de laine blanche à poils demi-longs et pendants. Les poils courts sont colorés en noir ou roux. Ils sont visibles après la tonte et sur la tête et les pattes, exemptes de toison. 
C'est une brebis de taille moyenne. Elle mesure autour de 75 cm au garrot pour 60-70 kg chez les brebis et 90-100 kg chez le bélier. Seul le bélier peut porter des cornes torsadées, mais ce n'est pas systématique.

## Aptitudes
Elle est élevée pour son lait qui donne des tommes de fromage très appréciées: L'Idiazabal est une AOP. Elle a une lactation annuelle important de 150-170 kg sur 150 jours. Généralement, la monte se fait en été et l'agnelage d'octobre à mars. L'été, les animaux transhument en altitude. Les jeunes sont vendus tôt à des engraisseurs ou élevés au lait en poudre et finis en estive.